# Roger Schank
Roger Carl Schank (* 12. Mai 1946 in New York City; † 29. Januar 2023 in Shelburne, Vermont) war ein US-amerikanischer Kognitionswissenschaftler, Informatiker und Pädagoge.

## Leben
Roger C. Schank wurde 1969 in Linguistik an der University of Texas at Austin bei Jacob Mey promoviert (A Conceptual Dependency Representation for a Computer-Oriented Semantics), war Assistant Professor für Linguistik und Informatik an der Stanford University. 1972 schlug er die Theorie der konzeptuellen Abhängigkeit zur Erklärung des Zusammenspiels von Wortbedeutungen. Von 1974 bis 1989 war er Professor für Informatik und Psychologie an der Yale University, wo er das dortige Artificial-Intelligence-Projekt leitete. Er war Chief Education Officer auf dem West Coast Campus der Carnegie Mellon University und gründete dort das Center for the Learning Sciences. Danach war er bis zur Emeritierung Professor für Informatik, Pädagogik und Psychologie an der Northwestern University und war dort 1989 Gründer des Institute for the Learning Sciences (ILS).
Er war Gastprofessor an der Universität Paris VII.
In den 1970er und 1980er Jahren leistete er innovative Beiträge in der Forschung der künstlichen Intelligenz, insbesondere mit seinen Konzepten des Case-Based Reasoning, Skript und des Dynamic Memory. Traditionelle Ansätze der Kognitionsforschung gingen von einer regelgesteuerten Manipulation von Symbolen aus. Schank hingegen postulierte ein Gedächtnismodell, das sich in Form bedeutungstragender Episoden organisiert. Lernen und Problemlösen lassen sich in diesem Modell als Prozesse abbilden, die im Gedächtnis abgespeicherte beispielartige Fälle nutzen.
1994 gründete Schank das Unternehmen Cognitive Arts, das Multimedia-Anwendungen für die computergestützte Ausbildung entwickelt. 2002 folgte die Gründung von Socratic Arts, einem E-Learning-Anbieter. Darüber hinaus verfasste er zahlreiche Bücher zum Themenbereich Lernen, Sprache, Künstliche Intelligenz, Ausbildung, E-Learning etc.
Er gründete die Cognitive Science Society und war Mitbegründer der kognitionswissenschaftlichen Fachzeitschrift Journal of Cognitive Science.

## Veröffentlichungen (Auswahl)
Bücher:
- Herausgeber: Computer models of thought and language, Freeman, San Francisco 1973
- Conceptual information processing, North Holland 1975 (mit Beiträgen von Neil Goldman)
- mit Robert P. Abelson: Scripts, Plans, Goals, and Understanding: An Inquiry Into Human Knowledge Structures, Erlbaum 1977
- Herausgeber: Inside computer understanding : five programs, plus miniatures, Erlbaum 1981
- Reading and understanding : teaching from the perspective of artificial intelligence, Erlbaum 1982
- Dynamic memory : a theory of reminding and learning in computers and people, Cambridge UP 1982
- mit Peter Childers: The Cognitive Computer. On Language, Learning and Artificial Intelligence, 1984
- Explanation patterns : understanding mechanically and creatively, Erlbaum 1986
- mit Christopher Riesbeck: Inside-case based reasoning, Erlbaum 1989
- The Connoisseur's Guide to the Mind: How We Think, How We Learn, and What It Means to Be Intelligent, 1991
- Tell me a story: narrative and intelligence, Northwestern University Press 1995
- mit Chip Cleary: Engines for Education, Erlbaum 1995
- Virtual Learning: A Revolutionary Approach to Building a Highly Skilled Workforce, McGraw Hill 1997
- Dynamic memory revisited, Cambridge Univ. Press, 1999. ISBN 0-521-63398-2.
- Designing world class e-learning.  How IBM, GE, Harvard Business School, And Columbia University Are Succeeding At E-Learning, McGraw Hill 2001
- Designing world-class e-learning: how IBM, GE, Harvard Business School, and Columbia University are succeeding at e-learning. New York [u. a.]: McGraw-Hill, 2002. ISBN 0-07-137772-7.
- Making minds less well educated than our own. Mahwah, N.J.: Lawrence Erlbaum, 2004. ISBN 0-8058-4877-0.
- Lessons in Learning, e-Learning, and Training: Perspectives and Guidance for the Enlightened Trainer, 2005
- mit Dimitris Lyras, Elliot Soloway: The Future of Decision making. How Revolutionary Software Can Improve the Ability to Decide, Palgrave Macmillan 2010
- Teaching Minds: How cognitive science can save our schools, Teacher’s College Press 2011
- Make School Meaningful – And Fun!, 2015

### In deutscher Übersetzung
- Roger Schank, Peter Childers: Die Zukunft der künstlichen Intelligenz. Chancen und Risiken. DuMont, Köln 1986, ISBN 3-7701-1830-8.